# Giuliana DePandi-Rancic
Giuliana  DePandi Rancic (Nápoles, Itália, 17 de Agosto de 1974) mais conhecida como Giuliana Rancic é uma personalidade de notícias ítalo-americana de celebridades. Ela é uma apresentadora em E! News, o E! Entertainment Television, do programa de notícias de entretenimento.
Além de suas notícias de âncoras, Rancic muitas vezes co-organiza eventos de tapete vermelho para os shows de premiação, como o Globo de Ouro e o Oscar. Em 13 de março de 2006, ela se juntou como o anfitrião de E! News por Ryan Seacrest. Ela é a criadora e produtora executiva do MTV's Celebrity Rap Superstar, que estreou em 2007. Ela também apareceu no filme As Apimentadas: Ainda Mais Apimentadas em uma breve cena.

## Vida Jovem
Rancic nasceu em Napoli, na Itália e se mudou para os Estados Unidos aos 9 anos de idade. Ela foi criada na região metropolitana de Washington DC. Ela é graduada pela Walt Whitman High School (Bethesda MD), recebeu um diploma de bacharel em Jornalismo pela Universidade de Maryland, College Park, e um mestrado em Jornalismo pela Universidade Americana. Enquanto no atendimento, Rancic serviu como correspondente de recursos para a estação de televisão sindicado universidade, cobrindo uma série de histórias relacionadas com o Pentágono, a Suprema Corte, Casa Branca e do Departamento de Estado.
Seu pai, Eduardo DePandi, é um mestre alfaiate. A família é proprietária da DePandi Bruno Cipriani, uma loja de ponta de moda masculina no White Flint Mall, em North Bethesda, Maryland. Ela tem uma irmã Mônica e um cantor de ópera irmão Pasquale DePandi.
Em junho de 2006, ela lançou um livro intitulado Pense como um homem: Como obter um cara por pensar como um (Think Like a Guy: How to Get a Guy by Thinking Like One), um livro de conselhos amorosos para as mulheres nos primeiros estágios de um relacionamento.

## Vida Pessoal
Giuliana Rancic estava em um relacionamento com o ator Jerry O'Connell por cerca de três anos. Em 16 de dezembro de 2006, Bill Rancic e Giuliana anunciaram seu noivado. Os dois se casaram a 1 de Setembro de 2007 em uma cerimônia em Capri, Itália, na Igreja Santa Sophia.
Giuliana Rancic apareceu no The View com o marido Bill Rancic para discutir os seus problemas de fertilidade. O casal está tentando engravidar desde aproximadamente o início de 2009. Os médicos tinham recomendado o ganho de peso, a fim de aumentar as chances de gravidez. Em fevereiro de 2010, ela declarou que ela tinha ganhado por volta de dois quilos, e estava trabalhando em ganhar ainda mais peso. O casal começou a fertilização in vitro março 2010, mas Giuliana sofreu um aborto espontâneo por volta de setembro 2010.
No dia 17 de outubro de 2011, ela anunciou que estava com câncer de mama. Ela contou que descobriu o câncer através dos exames preparatórios para o tratamento IFV (fertilização in vitro, para engravidar), e posteriormente fez dupla mastectomia.
No dia 23 de abril de 2012, Giuliana e seu marido anunciaram que estavam esperando o primeiro filho, através de barriga de aluguel. O que foi possível, já que antes de fazer o tratamento para câncer, ela congelou os óvulos.
No dia 29 de agosto de 2012 às 22h12, nasceu o primeiro filho do casal Edward Duke Rancic, com 3,6kg.

## Filmografia
| Ano  | Título                                    | Papel                       |
| ---- | ----------------------------------------- | --------------------------- |
| 2007 | Fantastic Four: Rise of the Silver Surfer | Ela mesma (Giuliana Rancic) |
| 2009 | Bring It On: Fight to the Finish          | Ela mesma (Giuliana Rancic) |

## Prêmios
Ela foi classificada #94 no Hot 100 Womens Maxim de 200
Destaque na revista People's Most Beautiful 100 de 2006.

## Livros
- Pense Como Homem e Conquista e Seu - Livro de auto-ajuda